# Мілан Огнисько
Мілан Огнісько (чеськ. Milan Ohnisko) народився 16 липня 1965 року в Брно, Чехословаччина) — відомий чеський поет і редактор.
Огнісько отримав освіту в двох середніх школах. Перед отриманням вищої освіти в одній з них він працював на різних посадах, в основному, пов'язаних з фізичною працею. Окрім літературної діяльності, він також мав своє власне видавництво та книжковий магазин.
На сьогодні Огнісько є позаштатним редактором, продовжує розвивати свою кар'єру в літературі.

## Роботи
Огнісько є автором декількох поетичних творів. Його поезія відома своєю унікальною сумішшю технік, що використовує гру слів із надзвичайно раціональними кульмінаційними пунктами і неодекадентський сенс трагедії й донкіхотства аутсайдера, що бореться проти мейнстриму. Він також часто використовує й комбінує іронію, гумор і безглуздість у своїх творах.
Книги
- Obejmi démona! (2001)
- Vepřo knedlo zlo aneb Uršulinovi dnové (2003)
- Milancolia (2005)
- Býkárna (+ Ivan Wernisch и Міхал Шанда) (2006)
- Love! (2007)